# Шершні (Коростенський район)
Ше́ршні — село в Україні, в Коростенському районі Житомирської області. Населення становить 259 осіб.

## Географія
У селі річка Буломарка впадає у Іршу.